# 2011년 동남아시아 경기 대회
2011년 동남아시아 경기 대회는 2011년 11월 11일부터 11월 22일까지 인도네시아 공화국의 팔렘방에서 열린 대회이다. 올림픽 종목 중 근대 5종 경기가 빠졌다.

## 경기 종목
- 양궁
- 농구
- 야구
- 배구
- 축구
- 육상
- 수영
- 다이빙
- 수구
- 배드민턴
- 테니스
- 태권도
- 가라테
- 보비남
- 골프

## 메달 집계
| 순위 | 국가       | 금메달 | 은메달 | 동메달 | 합계 |
| ---- | ---------- | ------ | ------ | ------ | ---- |
| 1    | 인도네시아 | 182    | 151    | 143    | 476  |
| 2    | 태국       | 109    | 100    | 120    | 328  |
| 3    | 베트남     | 96     | 92     | 100    | 288  |
| 4    | 말레이시아 | 59     | 50     | 81     | 190  |
| 5    | 싱가포르   | 42     | 45     | 73     | 160  |
| 6    | 필리핀     | 36     | 56     | 77     | 169  |
| 7    | 미얀마     | 16     | 27     | 37     | 80   |
| 8    | 라오스     | 9      | 12     | 36     | 57   |
| 9    | 캄보디아   | 4      | 11     | 24     | 39   |
| 10   | 동티모르   | 1      | 1      | 6      | 8    |
| 11   | 브루나이   | 0      | 4      | 7      | 11   |

## 같이 보기
- 2018년 아시안 게임